# Джерело № 3 (Кваси)
Джерело № 3 — гідрологічна пам'ятка природи місцевого значення в Україні. Об'єкт розташований на території Рахівського району Закарпатської області, в селі Кваси. 
Площа 0,5 га. Статус присвоєно згідно з рішенням облвиконкому від 23.10.1984 року № 253. Перебуває у віданні Квасівської сільської ради. 
Статус присвоєно для збереження джерела мінеральної води. Вода хлоридно-гідрокарбонатно-натрієва, загальна мінералізація — 3,3 г/л. Мікроелементи: марганець, нікель, миш'як, метаборна кислота. Рекомендована для лікування захворювань органів травлення.